# غواناكاسته
غواناكاسته (بالإسبانية: Guanacaste)‏ هي محافظة من محافظات كوستاريكا، تقع في الجزء الشمالي الغربي من الدولة، وتمتد في المحيط الهادئ، ويحدها من الشمال دولة نيكاراغوا، وإلى الشرق محافظة الأخويلا، وفي الجنوب الغربي محافظة بونتاريناس. وهي ذات أخفض كثافة سكانية من بين المحافظات الأخرى، وتبلغ مساحتها 10,141 كـم2 (3,915 ميل2) وحسب إحصائيات عام 2010 كان عدد سكانها 326,953 نسمة. المدينة الرئيسية في غواناكاسته هي مدينة ليبيريا، وأيضا هناك مدن ذات أهمية مثل كانياس ونيكويا.

## اشتقاق الاسم
لقد سميت هذه المحافظة بهذا الاسم من أجل شجر الغواناكاسته، كما تعرف أيضا باسم شجرة برعم الأذن، الشجرة الشعبية في كوستاريكا.

## التاريخها
قبل وصول الإسبان، قطنها هنود الشوروتيغا من قرية ساباتي، ناكاومه، بارو، كانغال، نيكوباسايا، باكوسي، ديريا، باباغايو، ناميابي، وأيضا أوروسي. و قد تم بناء أول كنيسة من الخشب في نيكويا في القرة السابع عشر. أما في القرن الثامن عشر أسس بعض جيران النهر بيوتا ومزارع لهم في الجزء الشمالي من شبه جزيرة نيكويا.

## التقسيمات
تقسم محافظة غواناكاسته إلى 11 مقاطعة :
1. ألفاراذو
2. كارتاغو
3. الغواركو
4. خيمينيس
5. لا أونيون
6. أوريامونو
7. بارايسو
8. توريالفا

## أعلام
- توماس غوارديا غوتيريز